# 完成!ドリームハウス
『完成!ドリームハウス』（かんせい!ドリームハウス）は、テレビ東京系列で放送されていた住宅を建築する様子を取材したドキュメンタリー番組である。
2003年4月11日から2004年3月19日までの1年間は、毎週金曜日の20:00 - 20:54（JST）にレギュラー放送（全38回）、その後は2004年6月27日から2017年12月30日まで不定期に『日曜ビッグバラエティ』枠などにて特別番組として放送されていた。ルーツは同局『住宅バラエティー 我が家・大作戦!』。
派生番組として、転職して新規に店舗を開店する人を取材する『開店!ドリームショップ』（2008年10月19日から）、同様に新規就農者を取材する『収穫!ドリームファーム』（2009年10月4日）を不定期に放送。

## 概要
オーダーメイドの一戸建て住宅の設計を建築家に依頼する「注文住宅」が新築される様子を追いかける番組構成となっていた。土地・建築家の選定や建築プランの依頼、建築予算の工面などは、全て施主が通常の住宅建築と同様の過程を経て行い、番組側はあくまでも傍観者として、住宅が完成するまでの過程を数ヶ月から年単位の長期間に渡って密着取材するドキュメンタリーである。狭小な土地に建築される庶民的な住宅に限らず、施主が郊外の景勝地に憧れて移住する優雅な住宅なども扱った。
建築予定地と建築家が既に確保されている施主を番組が募集。建築前の更地に「立会人」のタレントが訪れるところから撮影が始まり、建築過程の取材は番組スタッフのみで進められる。施主が自らの希望と建築予算の都合などに合わせて建築家や工務店と交渉する様子や、基礎工事から上棟、内装・外装工事などが進む建築現場の状況を映しつつ、現場で働く大工や職人に話を聞きながら何気ない現場の苦労や雰囲気を伝えていく。施主が望む設備や建築家の設計意図・工法といったものは図解やナレーションで解説され、原則としてスタジオ収録や立会人以外のタレントの出演はない（レギュラー放送当時の一部回を除く）。完成後は改めて住宅内部を紹介し、施主の居住が開始したところで「立会人」が再度訪問し施主らに感想を聞く。エンディングでは最終的にかかった建築費用が、当初予算とどの程度違うかが発表された（この番組に限らず、一般に建築費用の実態は予算をオーバーするのが通例）。
当番組のように住宅の新築過程を追うことに特化した番組は数少なく、「住宅リフォーム」を題材にした『大改造!!劇的ビフォーアフター』（朝日放送テレビ）やワイドショーのリフォームコーナーなどの番組では、概して「建築家は番組側が起用する」、「施主が負担する費用は材料費のみ」、「施主には建築の全容を教えず、工事中の現場への立ち入りを原則禁止する」、「途中で予定外の工事が発生しても、予算内ほぼぴったりの建築費用で収まる」など、バラエティ番組的な演出が施されるのに対して、当番組は注文住宅の一般的な流れをそのままひとつのドキュメンタリーとして放送しており、建築の内容に番組は一切関与しなかった。
視聴率に振るわずレギュラー時代を含め15年間の歴史に幕を閉じた。

## 出演者
- 立会人
  - 渡辺正行（2009年7月20日放送分はナレーターも担当）
  - レギュラー放送時代は渡辺以外の立会人も出演していた。
- ナレーター
  - 谷啓（番組開始時 - 2009年3月15日）
  - 松崎しげる（2009年10月18日 - ）
  - 城ヶ崎祐子（番組開始時 - 、法律説明や資材・工法の紹介などを担当）

## ネット局
| 放送対象地域   | 放送局         | 系列           | 備考       |
| -------------- | -------------- | -------------- | ---------- |
| 関東広域圏     | テレビ東京     | テレビ東京系列 | 制作局     |
| 北海道         | テレビ北海道   | テレビ東京系列 | 同時ネット |
| 愛知県         | テレビ愛知     | テレビ東京系列 | 同時ネット |
| 大阪府         | テレビ大阪     | テレビ東京系列 | 同時ネット |
| 岡山県・香川県 | テレビせとうち | テレビ東京系列 | 同時ネット |
| 福岡県         | TVQ九州放送    | テレビ東京系列 | 同時ネット |
| 岐阜県         | 岐阜放送       | 独立局         | 同時ネット |
| 滋賀県         | びわ湖放送     | 独立局         | 同時ネット |
| 奈良県         | 奈良テレビ     | 独立局         | 同時ネット |
| 和歌山県       | テレビ和歌山   | 独立局         | 同時ネット |

## スタッフ

### 2017年9月10日放送分現在
- 構成：折戸泰二郎
- リサーチ：阿部直子・稲葉智絵 (nomad)
- カメラ：和泉隆之
- VE：岡澤信吾
- 技術協力：ヌーベルバーグ、GAグリップアソシエイト、サークル・CSS
- ビジュアルフォーマット：松本哲也（CCファクトリー〔旧TDKコア〕→ヌーベルバーグ ポスプロ事業部→ヌーベルアージュ）
- 編集：細谷大輔（一時離脱→復帰、イエローデザイン）
- MA：長瀬貴広（CCファクトリー〔TDKコア〕→フリーランス）
- 編集進行：山崎貴史（ヌーベルアージュ）
- 音効：大舘明奈（3×7）
- タイトルロゴデザイン：佐藤可士和
- オープニングタイトル：守屋健太郎、ニック・スミス
- CG：北原信孝
- 模型：ArtePapas 金子美登里
- 番宣：佐々木亮（テレビ東京）
- 制作進行：後藤由枝（テレビ東京）
- 監修：岩山健一（日本建築検査研究所）
- AD：堀川貴史、増谷緒一
- ディレクター：古谷将彦（一時離脱→復帰、イエローデザイン）
- 演出・プロデューサー：熊谷充史（以前は演出のみ）
- プロデューサー：平山大吾（テレビ東京）
- チーフプロデューサー：髙野学（テレビ東京）
- 制作協力：仁プロデューシング
- 製作著作：テレビ東京

### 過去のスタッフ
- 構成：小山薫堂、つかはら
- リサーチ：大田和恵子(nomad)
- カメラ：島田一男、寺戸秀行、金子雪男、田村雄一、金子雪生、泉浩樹、石川泰之、金子雪行
- VE：平山義典、松島博昭、新井清士、山田亮佑
- 技術協力：株式会社タリー、ディープ、TALLY
- 編集：薦田博昭（CCファクトリー〔旧TDKコア〕）、鬼沢愛子（CCファクトリー〔旧TDKコア〕→フリーランス）
- 音効：大久保吉久
- CG：VOXEL、アニマ
- 模型：TIDE design、シリウスモデル
- 番宣：田口有希子、渡辺聖子、澁谷牧代（テレビ東京）
- AD：三船淳、後藤岳陽
- ディレクター：三雲博仁、高橋篤史、植木光雄、杉山聡、中島敏弘、操谷亮、中村順
- プロデューサー：大庭竹修・高瀬義和・柴幸伸・佐久間宣行（テレビ東京）
- ラインナッププロデューサー：松澤潤（テレビ東京）
- チーフプロデューサー：深谷守（テレビ東京）

### レギュラー版
- 制作協力：NET WEB
- プロデューサー：永井宏明（テレビ東京）、辻村たろう（NET WEB）

## 主題歌
- エンディングテーマ
  - 『あ、やるときゃやらなきゃダメなのよ。』クレイジーケンバンド
  - 『ストレイト』トータス松本